# 翁塔纳尔
翁塔纳尔，是西班牙卡斯蒂利亚-拉曼恰托莱多省的一个市镇。总面积152平方公里，总人口113人（2001年），人口密度1人/平方公里。